# Leopold Hager
Leopold Hager (6 de octubre de 1935 - ) es un director de orquesta austríaco aclamado mundialmente por sus interpretaciones de obras de la Primera Escuela de Viena (Haydn, Mozart, Beethoven y Schubert).

## Biografía
Nacido en Salzburgo, estudió piano, órgano, clavicordio, dirección de orquesta y composición en el Mozarteum de Salzburgo (1949-1957) con Paumgartner, Wimberger, Bresgen, J.N. David, y Kornauth. Fue nombrado director asistente en el Teatro de Maguncia (1957-1962) y, después de dirigir en el Landestheater de Linz (1962-1964), fue nombrado primer director de la Ópera de Colonia (1964-1965). Después obtuvo el cargo de Generalmusikdirektor en Friburgo de Brisgovia (1965-1969), director jefe de la Orquesta del Mozarteum y del Landestheater de Salzburgo (1969-1981). 
Debutó con la Ópera Estatal de Viena en 1973, en el Teatro Colón de Buenos Aires en 1975 (con Elektra), en el Metropolitan Opera de Nueva York en 1976 (con Las bodas de Fígaro,  y en el Covent Garden de Londres en 1978. 
Ha sido también director invitado en otros teatros de opera y orquestas en Europa, como la Orquesta Filarmónica de Berlín, la Orquesta Filarmónica de Viena, así como en los Estados Unidos. En 1981 fue nombrado director jefe de la Orquesta Sinfónica de Radio-Télé-Luxembourg. 
Fue asiduo director en el teatro Colón de Buenos Aires en donde dirigió conciertos con orquestas locales y extranjeras además de títulos como Elektra, Tristàn e Isolda, Cosi fan tutte, Arabella, la Flauta mágica y la Clemenza di Tito,  
Hasta 2004 enseñó Dirección Orquestal en la prestigiosa Universidad de Música y Artes Escénicas de Viena, clase que en el pasado produjo leyendas tales como Herbert von Karajan, Zubin Mehta y Claudio Abbado, continuando una línea directa de destacados maestros que incluyeron a Clemens Krauss y Hans Swarowsky.
Destaca, sobre todo, por sus interpretaciones y grabaciones de la música de Mozart.
- Datos: Q78922
- Multimedia: Leopold Hager / Q78922